# Jiří Tesák Mošovský
Jiří Tesák Mošovský (kolem roku 1547, Mošovce – 27. srpna 1617, Praha) byl evangelický kněz, spisovatel, básník a dramatik. Byl též zván jako Tesacius Brodský.

## Život
Narodil se kolem roku 1547 v Mošovcích. Je však možné, že nepocházel z Mošovců, ale z Mošovce. Takové jsou na Slovensku dva. Navštěvoval školy v Kežmarku, Jihlavě a Košicích. Od roku 1577 pobýval v Čechách. V roce 1579 se oženil na faře v Kaňku. Poté 10 let působil jako utrakvistický farář ve Lstiboři, odkud se přestěhoval do Štolmíře, kde pobýval přibližně 3,5 roku. Kolem roku 1594 převzal úřad děkana v Českém Brodě, po 7 letech se dostává do Slaného a následně od roku 1604 byl arciděkanem v Hradci Králové. Pražské kališnické konsistoři se mnoho nelíbil, takže ho ještě téhož roku z tohoto úřadu sesadila. I tak však ve svém úřadu vydržel až do roku 1608, kdy přesídlil do Kouřimi. Důkazem o jeho setrvání v Hradci Králové je, že 24. března 1608 dosvědčoval knězi Zikmundovi Tribuleciovi Pražskému, faráři v Lochemicích a budoucímu správci fary v Miletíně, řádný manželský vztah s Juditou, dcerou kněze Daniela Volfia Rakovnického. V roce 1609 byl stavy zvolen do obnovené konsistoře, načež se stal farářem u Matky Boží na Louži a v roce 1611 farářem u sv. Haštala. Zemřel 2. září 1617 v Praze.

## Činnost
Měl pověst výtečného kazatele. Svá díla sepisoval česky i latinsky. Většinou šlo o kázání, náboženské traktáty, dějepisné práce a latinské básně. V některých spisech se zaobíral duchovním zpěvem. Nejvýraznějším dílem je starozákonní selankový příběh o 5 jednáních „Komedie z knihy zákona božího Ruth“ (Praha 1604). Jde o jediné jeho dochované drama. Tiskem byly vydány jeho promluvy, které pronesl na pohřbech Václava Jiskry ze Sobince (1607) a Zikmunda Smiřického (1618).

## Dílo
- Knížka o pravém a úpřimném přátelství (1590)
- O lakomství (1591)
- Mnemosynom...Písnička na památku zložená (1601)
- Komedie z knihy Zákona božího, jenž slove Ruth, sebraná (1604)[4]
- Stella nova et cometae (1607)
- Tenorové antifóny (1608)
- Collis vinearius, to jest O vinohradech a horách viničných (1611)
- Poutník duchovní (1612)
- Knížka o přátelství (1616)